# نصوحی البخاری
نصوحی البخاری (به عربی: نصوحی البخاری) (۱۸۸۱ – ۱ ژوئیه ۱۹۶۱) او سیاست‌مدار و نظامی سوری بود که در سال ۱۹۳۹ تصدی نخست‌وزیری سوریه به مدت کوتاهی بر عهده داشت.